# Amédée Dunois
Pour les articles homonymes, voir Dunois.

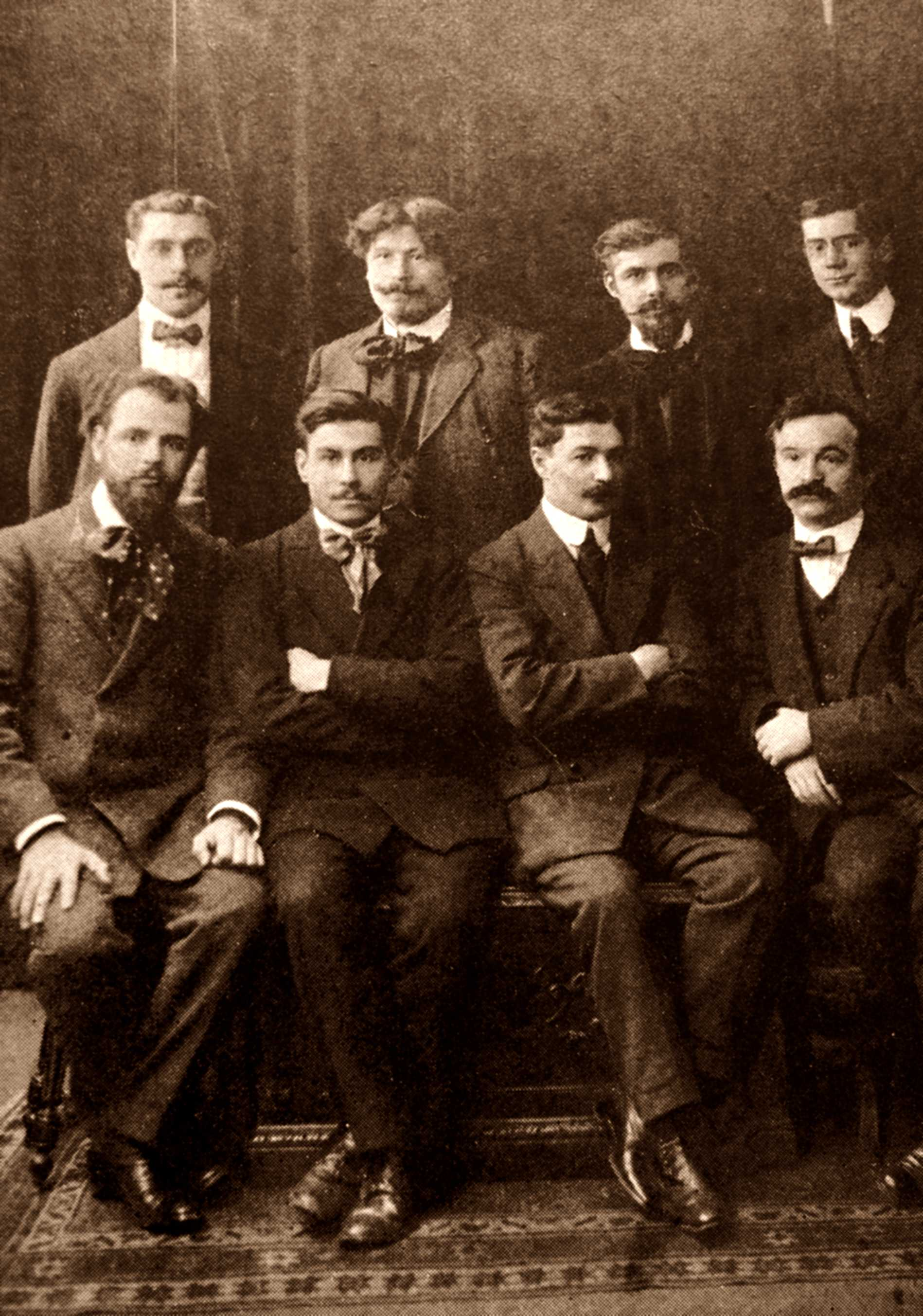
L'équipe rédactionnelle du journal La Bataille syndicaliste en 1911. En bas à gauche, Amédée Dunois et à droite, Pierre Monatte.

Amédée Catonné, dit Amédée Dunois, né à Moulins-Engilbert (Nièvre) le 16 décembre 1878 et mort en déportation à Bergen-Belsen le 21 mars 1945, est un militant anarchiste puis syndicaliste révolutionnaire, puis socialiste, communiste puis de nouveau socialiste.

## Biographie
Amédée Dunois commence à militer dans le milieu libertaire.
En 1907, il participe au Congrès anarchiste international d'Amsterdam. À son retour, il écrit dans la revue Pages libres : « désormais il ne sera plus possible à nos adversaires social-démocrates d’invoquer notre vieille haine de toute espèce d’organisation pour nous bannir du socialisme sans autre forme de procès. Le légendaire individualisme des anarchistes a été tué publiquement à Amsterdam par les anarchistes eux-mêmes ».
En 1912, il rejoint la SFIO, intègre la rédaction de L'Humanité et devient un proche de Jean Jaurès. Il est présent au café du Croissant, le 31 juillet 1914, quand le leader socialiste est assassiné par Raoul Villain.
Il s'oppose à la guerre de 14-18 et à son acceptation par la majorité de la SFIO. Il milite avec différents minoritaires pacifistes, comme Jean Longuet, Pierre Monatte, Alfred Rosmer, Boris Souvarine.
En décembre 1920, au cours du congrès de la SFIO, il participe à la création de la Section Française de l'Internationale Communiste (SFIC, futur PCF). Membre du comité directeur, il devient rapidement oppositionnel, et est écarté en 1925 de ses fonctions.
Il quitte le parti en 1927, et adhère à nouveau à la SFIO en 1930. Au cours des années trente, il tient la revue de presse du quotidien socialiste, Le Populaire. À ce titre, il devient l'une des cibles privilégiées de Charles Maurras qui, dans ses éditoriaux de L'Action française, prend pour habitude de railler "le jeune et beau Dunois", la formule renvoyant au compagnon de Jeanne d'Arc.
Dès septembre 1940, il participe à la reconstitution de la SFIO, dans la clandestinité. À partir de 1942, il est l'un des principaux rédacteurs du Populaire clandestin. En 1943, il choisit de rester à Paris, bien qu'il ait l'opportunité de gagner Alger. Arrêté par la Gestapo, il est déporté à Oranienbourg en 1944, puis à Bergen-Belsen, où il meurt en février 1945. Il a reçu à titre posthume la médaille de la Résistance.

## Publications
- Qu’est-ce que l’art ? par Charles-Albert, La Vie ouvrière no 5, 5 décembre 1909, texte intégral.
- Il contribue à l'Encyclopédie anarchiste, initiée par Sébastien Faure, publiée en quatre volumes, entre 1925 et 1934[3]

## Notices
- Dictionnaire des anarchistes, « Le Maitron » : notice biographique.
- Dictionnaire biographique, mouvement ouvrier, mouvement social : notice biographique.